# 미스 마: 복수의 여신
《미스 마: 복수의 여신》은 2018년 10월 6일부터 2018년 11월 24일까지 방송된 SBS 주말 특별기획 드라마이다.

## 줄거리
딸을 죽였다는 누명을 쓴 여자가 진실을 밝히기 위해 주변 사건을 해결해가며 그를 둘러싼 비밀을 밝히는 모습을 그린 드라마.

## 등장 인물

### 주요 인물
- 김윤진 : 미스 마 / 마지원 역 - 유명 추리소설가. / 미스 마와 도플갱어처럼 닮은 추리 소설가. 미스 마로부터 호화로운 집필실을 제공받아 떠남.
- 정웅인 : 한태규 역 - 미스 마 사건 담당형사. / 대전동부경찰서 강력2팀장, 경감
- 고성희 : 서은지 역 - 스스로를 미스 마의 조카라고 소개
- 최광제 : 고말구 역 - 은퇴한 조직폭력배

### 주변 인물
- 성지루 : 조창길 역 - 경기동남경찰서 무지개마을파출소장, 경위.
- 명계남 : 장일구 역 - 폭력조직 일구파 보스
- 황석정 : 오회장 역 - 무지개 마을문고와 봉사회를 만듦.
- 윤송아 : 양선생 역 - 문고 봉사회 회계
- 유지수 : 홍선생 역 - 문고 봉사회 총무
- 문희경 : 박진숙 역 - 미스 마에게 호의적인 인물
- 최승훈 : 최우준 역 - 박여사의 늦둥이 아들
- 신우 : 배도환 역 - 경기동남경찰서 무지개마을파출소 순경.
- 송영규 : 장철민 역 - 미스 마의 남편, 중견 신소재 기업 한국테크의 대표
- 김영아 : 양미희 역 - 대전지방검찰청 부장검사. 미스 마 사건 담당검사
- 이하율 : 천도수 역 - 대전동부경찰서 강력2팀 형사
- 이예원 : 장민서 역 - 미스 마와 장철민의 딸
- 김영웅 : 박 경감 역 - 조창길의 후배. 경기동남경찰서 강력팀장
- 윤해영 : 이정희/이미순 역 - 배우, 장민서 납치범 목격자

### 그 외 인물
- 박윤희 : 최만식 역 - 박여사의 남편. 변호사
- 이선아 : 서소정 역 - 배우
- 이승형 : 구기백 역 - 서소정 기획사 대표 역
- 손지윤
- 유일한
- 수미 : 염윤혜 역 - 조선족
- 이태경 : 허주영 역 - 동성애자
- 손지윤 : 주복순 역 - 박여사네 가정부
- 김선화 : 배희재 역 - 스타일리스트
- 이태형 : 안성태 역 - 전 매니저
- 박성근 : 성재덕 감독 역 - 이정희의 남편
- 박지연 : 박명희 역 - 조감독
- 박민지 : 정유정/정예지 역 - 여자 사진작가
- 곽인준 : 구성준 역 - 경찰서장
- 김하연 : 최종철 역 - 남자 사진작가
- 김지훈 : 상훈 역
- 김지아 : 서수지 역 - 서은지의 동생
- 이성우 : 장선두 역 - 장일구 아들
- 김난희 : 도세연 역 - 마피아 주최, 애널리스트
- 이수인 : 조예진 역 - 성은 엄마
- ? : 최은영 역 - 최우준 누나
- 간미연 : 이서원 역
- 김방원 : 계수길 역 - 신회장 사위. 간미연 공범
- 김서경 : 하은직 역 - 버클리 음대 출신
- 박은우 : 김보라 역
- 최다혜 : 성해인 역 - 김보라 실제 피해자
- 이창직 : 신회장 역
- 전은미 : 장일구 간병인 역
- 김지안 : 조성은 역
- 강다현 : 예지 역 - 서은지의 입양아
- 김성훈 : 고말구의 부하 역
- 이남희 : 감호 소장 역
- 이강준 : 사회자 역
- 김하연 : 한유리 역
- 김주령
- 정종우
- 염지영

## 촬영지
- 구 장흥교도소
- 한강철교 근처 산책로
- 아트센터 화이트블럭

## 시청률
최저 시청률과 최고 시청률은 시청률 조사회사와 지역별로 시청률에 차이가 있을 수 있습니다.
| 2018년 | 2018년    | 2018년         | 2018년       | 2018년         | 2018년       |
| 회차   | 방송일    | TNmS 시청률    | TNmS 시청률  | AGB 시청률     | AGB 시청률   |
| 회차   | 방송일    | 대한민국(전국) | 서울(수도권) | 대한민국(전국) | 서울(수도권) |
| ------ | --------- | -------------- | ------------ | -------------- | ------------ |
| 제1회  | 10월 6일  | 5.1%           | %            | 5.8%           | %            |
| 제2회  | 10월 6일  | 6.7%           | %            | 7.3%           | %            |
| 제3회  | 10월 6일  | 7.1%           | %            | 8.3%           | %            |
| 제4회  | 10월 6일  | 8.0%           | %            | 9.1%           | %            |
| 제5회  | 10월 13일 | %              | %            | 5.3%           | %            |
| 제6회  | 10월 13일 | %              | %            | 6.1%           | %            |
| 제7회  | 10월 13일 | %              | %            | 6.3%           | %            |
| 제8회  | 10월 13일 | %              | %            | 6.6%           | %            |
| 제9회  | 10월 20일 | %              | %            | 2.1%           | %            |
| 제10회 | 10월 20일 | %              | %            | 5.1%           | %            |
| 제11회 | 10월 20일 | %              | %            | 5.5%           | %            |
| 제12회 | 10월 20일 | %              | %            | 5.8%           | %            |
| 제13회 | 10월 27일 | %              | %            | 5.4%           | %            |
| 제14회 | 10월 27일 | %              | %            | 6.3%           | %            |
| 제15회 | 10월 27일 | %              | %            | 6.4%           | %            |
| 제16회 | 10월 27일 | %              | %            | 6.9%           | %            |
| 제17회 | 11월 3일  | %              | %            | 4.7%           | %            |
| 제18회 | 11월 3일  | %              | %            | 5.1%           | %            |
| 제19회 | 11월 3일  | %              | %            | 5.5%           | %            |
| 제20회 | 11월 3일  | %              | %            | 5.6%           | %            |
| 제21회 | 11월 10일 | %              | %            | 4.5%           | %            |
| 제22회 | 11월 10일 | %              | %            | 4.8%           | %            |
| 제23회 | 11월 10일 | %              | %            | 5.2%           | %            |
| 제24회 | 11월 10일 | %              | %            | 5.2%           | %            |
| 제25회 | 11월 17일 | %              | %            | 3.9%           | %            |
| 제26회 | 11월 17일 | %              | %            | 5.3%           | %            |
| 제27회 | 11월 17일 | %              | %            | 5.9%           | %            |
| 제28회 | 11월 17일 | %              | %            | 6.6%           | %            |
| 제29회 | 11월 24일 | %              | %            | 5.4%           | %            |
| 제30회 | 11월 24일 | %              | %            | 6.4%           | %            |
| 제31회 | 11월 24일 | %              | %            | 7.4%           | %            |
| 제32회 | 11월 24일 | %              | %            | 8.6%           | %            |

## 수상
- 2018 SBS 연기대상 주말 • 일일드라마부문 남자 우수연기상 - 정웅인